# Rio Doce
Rio Doce – rzeka we wschodniej Brazylii, w stanie Minas Gerais oraz Espírito Santo. Długość: 583 km.
Źródła rzeki znajdują się w górach Serra do Espinhaço, a uchodzi ona do Oceanu Atlantyckiego.
W górnym biegu rzeki występują liczne wodospady. Rzeka Rio Doce jest wykorzystywana w celach energetycznych oraz do żeglugi. Największy dopływ – Piracicaba.